# Robotic Empire
Robotic Empire to amerykańska wytwórnia płytowa z Richmond, w stanie Wirginia. Specjalizuje się w muzyce hardcore punk, metalcore oraz rock alternatywny. Do najpopularniejszych zespołów współpracujących z wytwórnią należą: City of Caterpillar, Circle Takes the Square, Daughters, Isis, Kayo Dot, Cave In, Red Sparowes oraz Hot Cross.
Robotic Empire pierwotnie działało pod nazwą Robodog Records, wydając swoje pierwsze 14 wydawnictw.

## Zespoły, które należą lub należały do Robotic Empire
- The Abandoned Hearts Club
- A Days Refrain
- Agoraphobic Nosebleed
- Alien Crucifixion
- A Life Once Lost
- Benumb
- Capsule
- Cave In
- The Catalyst
- Circle of Dead Children
- Circle Takes the Square
- Creation Is Crucifixion
- Crowpath
- Cursive
- Daughters
- Daybreak
- Ed Gein
- Enkephalin
- Employer Employee
- Excitebike
- Garuda
- The Ghastly City Sleep
- Gnob
- Grails
- Gregor Samsa
- Hassan I Sabbah
- Hot Cross
- House of Low Culture
- Isis
- Joshua Fit for Battle
- Kayo Dot
- Kungfu Rick
- Majority Rule
- Magrudergrind
- Malady
- Mannequin
- Matamoros
- The Minor Times
- Municipal Waste
- Neil Perry
- Nemo
- The Now
- Opeth
- pg.99
- Pig Destroyer
- Pilgrim Fetus
- Pink Razors
- Pygmylush
- Reactor No. 7
- The Red Chord
- Red Sparowes
- Riddle of Steel
- The Sacrifice Poles
- Sea of Thousand
- Shitstorm
- Stop It!!
- Superstitions of the Sky
- Torche
- Transistor Transistor
- Tyranny of Shaw
- The Crestfallen EP
- The Ultimate Warriors
- Ultra Dolphins
- Vadim Taver (This Day Forward, Marigold)
- Verse En Coma
- Versoma
- Wadge
- Windmills by the Ocean